# Jeff Scott Soto

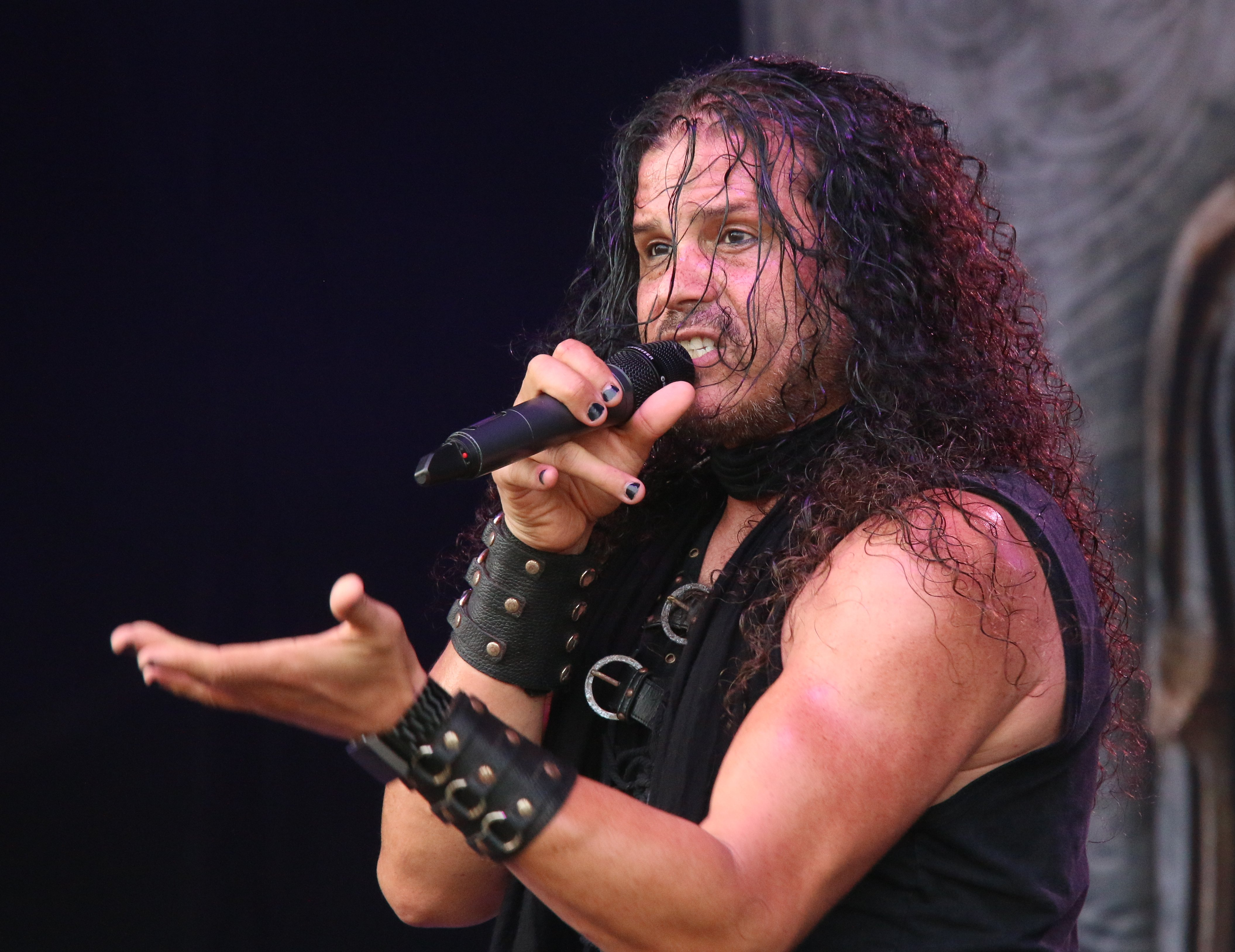
Jeff Scott Soto (2018)

Jeff Scott Soto (* 4. November 1965 in Brooklyn, New York) ist ein US-amerikanischer Rock-Sänger. Er ist vor allem ein Heavy-Metal-Sänger der 1980er Jahre, ist aber auch beeinflusst von Sängern des klassischen Soul, wie beispielsweise von Sam Cooke, sowie auch von typischen Rockeinflüssen durch renommierte Rocksänger wie Steve Perry von Journey oder Freddie Mercury von Queen. In den Jahren zwischen 1984 und 1985 wurde er erstmals einem größeren Publikum bekannt, aufgrund seiner Gesangsarbeit auf den ersten beiden Alben des Gitarristen Yngwie Malmsteen. In der Zeit von 2006 bis 2007 war er Sänger der US-amerikanischen AOR-Band Journey.

## Karriere
Soto zog im Alter von acht Jahren mit seiner Familie nach Kalifornien, wo er 1983 den Highschool-Abschluss machte. Im Anschluss daran gründete er mit seinem älteren Bruder Joey mehrere Bands, die aber wenig Erfolg hatten. 1984 bewarb er sich zunächst als Sänger für Gitarrist Yngwie Malmsteen, der ihn für insgesamt zwei Alben engagierte. Im weiteren Verlauf seiner Karriere spielte er in verschiedenen Bands, wie beispielsweise Axel Rudi Pell (von 1991 bis 1997), Talisman oder Soul Sirkus. Nebenbei unterstützte er zusätzlich viele weitere Bands und Künstler, wie Fergie Frederiksen, Lita Ford, Steelheart, House of Lords,  Human Clay oder Khymera.
Auf deren Tour im Jahre 2006 ersetzte Soto den kurzfristig erkrankten Journey-Sänger Steve Augeri. Seit Dezember 2006 war Soto offizieller Sänger der Band, da sich die Stimmband-Erkrankung Augeris als ernsthafter herausstellte als zunächst angenommen. Im Frühjahr 2007 tourte er mit der Band wieder durch Europa. Am 12. Juni 2007 trennte sich Journey von Jeff Scott Soto. Die Plattenfirma Frontiers Records trat 2008 an Robert Säll (Work of Art) und Erik Mårtensson (Eclipse) heran und bat sie, jeweils sechs Lieder für ein gemeinsames Album mit Jeff Scott Soto zu schreiben. Während die Lieder des 2009 veröffentlichten Debütalbums W.E.T. noch ohne die Mitwirkung Sotos entstanden waren, wurden die Songs des zweiten Studioalbums, Rise Up, das 2013 erschien, gemeinsam geschrieben. Beide Alben wurden von der Musikpresse positiv aufgenommen, W.E.T. war Teil der vom Magazin Rocks erstellten Liste der Alben des Jahres 2009. Mittlerweile hat die Band ein Live-Album (One Live – In Stockholm) sowie ein drittes (Earthrage) und viertes Studioalbum (Retransmission) veröffentlicht.

## Diskografie

### Soloalben
- 1994: Love Parade
- 2002: Holding On
- 2002: Prism
- 2003: JSS Live at the Gods (live)
- 2004: Believe in Me
- 2004: Lost in the Translation
- 2006: Essential Ballads
- 2008: Beautiful Mess
- 2010: One Night in Madrid (Live-DVD)
- 2012: Damage Control
- 2015: Inside the Vertigo
- 2016: Divak
- 2017: Retribution
- 2019: Loud & Live in Milan 2019 (Live)
- 2020: Wide Awake (in My Dreamland)
- 2022: Complicated

### Ellefson/Soto
- 2022: Vacation In The Underworld
- 2025: Unbreakable

### Alben anderer Künstler mit Sotos Beteiligung (Auszug)
- 1984: Rising Force (Yngwie Malmsteen)
- 1985: Marching Out (Yngwie Malmsteen)
- 1990: Talisman (Talisman)
- 1990: Eyes (Eyes)
- 1992: Eternal Prisoner (Axel Rudi Pell)
- 1993: Windows of the Soul (Eyes)
- 1993: The Ballads (Axel Rudi Pell)
- 1993: Genesis (Talisman)
- 1994: Humanimal Part I & II (Talisman)
- 1994: Between the Walls (Axel Rudi Pell)
- 1994: Sentimetal (Gary Schutt)
- 1995: Human Clay (Human Clay)
- 1995: Made in Germany (Live) (Axel Rudi Pell)
- 1996: Black Moon Pyramid (Axel Rudi Pell)
- 1996: Inspiration (Yngwie Malmsteen)
- 1997: U4iA (Human Clay)
- 1997: Magic (Axel Rudi Pell)
- 1998: Blind in Paradise (Takara)
- 2000: Equilibrium (Fergie Frederiksen)
- 2002: Humanimal (Humanimal)
- 2004: Tribute to Led Zeppelin
- 2005: A New Promise (Khymera)
- 2005: World Play (Soul Sirkus)
- 2006: 7 (Talisman)
- 2009: Night Castle (Trans-Siberian Orchestra)
- 2009: W.E.T. (W.E.T.)
- 2010: 5th Dimension (Jane Bogaert)
- 2013: Rise Up (W.E.T.)
- 2017: Psychotic Symphony (Sons of Apollo)
- 2018: Earthrage (W.E.T.)
- 2020: MMXX (Sons of Apollo)
- 2021: Retransmission (W.E.T.)
- 2023: Slam (Slam)
- 2024: My Years with UFO (Michael Schenker)